# 路上集0号
『路上集0号』（ろじょうしゅうゼロごう）は川嶋あいのライブ会場限定の企画アルバム。
川嶋の事実上のメジャーデビューを記念して販売開始された。

## 内容
- 6枚のミニアルバムを発表し、I WiSHのaiとして活動していたことを公にした暫く後に製作、販売されるようになったライブ会場限定盤。
- ライブなどの物販で販売されているが、彼女の活動形式上ワンマンが少なく、未だ地方公演や無料イベントへの出演が多いことから、確実に販売されているとは限らず、一般にもあまり知られていない作品である。たとえ販売されていたとしてもすぐに売切れてしまうために買えない者も多いと言う。
- 基本的に2003年当時絶版状態が続いていた作品群から選曲されているために、一般販売されている5thやシングルからの収録はない。
- ジャケットは2003年までに発表した作品のジャケットと収録曲を載せたものとなっており、それまでの軌跡を辿ることができる。
- 歌詞カードは白ペラの薄いものだが、裏には詞が書かれている。
- 収録曲は全てオリジナルバージョンで収録されており、現在では公式HPでかなり容易に音源を入手可能である。
- ライブ来場記念品的意味合いが強く、帯はない。ケースも通常のものと違い、いわゆる裏ジャケがない仕様のものである。

## 収録曲
1. 飛べない鳥
2ndミニアルバムから収録。ライブでは定番となっており、このCDが発売されるまでは2ndが会場限定品として販売されていることが多かった。
2. どんなときも
3rdミニアルバムから収録。
3. 空色のアルバム
4thミニアルバムから収録。
4. 南十字星
6thミニアルバムから収録。
5. twelve seasons～4度目の春～
ボーナストラック（隠しトラック）。公式やCDには曲名や歌詞の記載がない。
5thミニアルバムの収録曲だが、ここに収められているのはサビのみである。

- 全作詞•作曲:川嶋あい